# Chiesa della Beata Vergine del Rosario (Mottola)
La Chiesa della Beata Vergine del Rosario, detta comunemente il Rosario, è un edificio religioso di Mottola.

## Storia

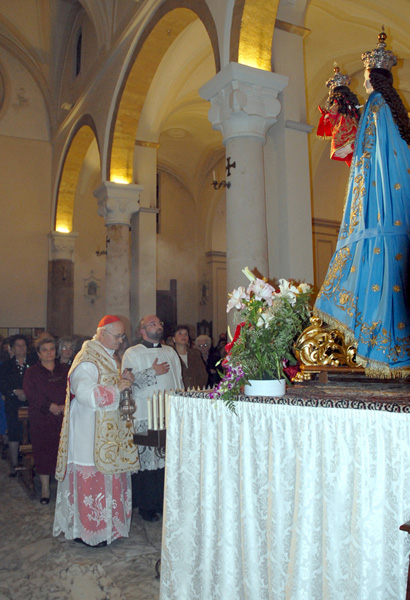
Il Card. De Giorgi durante la Solenne Celebrazione Eucaristica in Chiesa Madre, in occasione del Centenario della proclamazione della Vergine del Rosario come Copatrona di Mottola.

La cappella si trova alle spalle della Chiesa Madre, sul punto più alto della collina. La costruzione di questa chiesa iniziò nel 1649. Nel 1672 il Vescovo di Mottola Mons. Ludovico Della Quadra, curò il suo completamento che si realizzò nel 1700. In posizione centrale rispetto all'architrave del portale d'ingresso è incastonata una piastrella maiolicata che rappresenta una Vergine col Bambino (nudo) emergente dalle nuvole a mezza figura. Completa la composizione, di artista sconosciuto, la sigla sottostante: "SMdelR 1752" ("Santa Maria del Rosario 1752"). Nei primi anni fu utilizzata come oratorio. La Chiesa fu consacrata il 31 dicembre 1786 da Mons. Stefano Ortiz Cortes, allora Vescovo di Mottola. La congrega s'insediò il 10 febbraio 1781 sotto il titolo della Vergine Santissima del Rosario. Nel 1794, venne eretto il campanile, dal corpo turitto quadrangolare aperto sulle quattro facciate con monofore a tutto sesto e l'anno successivo fu acquistata dalla Confraternita una campana in bronzo. La più grande delle campane ha un diametro di 51 cm ed è firmata e datata: "******Pietro Olita fece A.D. 1848". La campana in bronzo più piccola ha un diametro di 37 cm, sulle due facciate opposte reca da un lato la data "1892" e dall'altra la sigla "MB" (il probabile fonditore). La chiesa fu ampliata e tali lavori terminarono il 27 settembre 1867. Nel 1897, la Chiesa fu l'unica ad essere dotata delle sette stazioni della "Via Matris Dolorosae". La richiesta fu fatta da Don Luigi Semeraro ed autorizzata da Mons. Giocondo De Nittis. Ancora oggi viene svolto questo Pio Esercizio dal primo sabato di Quaresima al sabato della vigilia delle Palme. Nel 1902 la cappella è sottoposta a nuovi lavori: vennero eseguiti lavori di pavimentazione e di smantellamento della superficie terrazzata. Fu aperta anche una nuova edicola votiva e fu rivestito di marmi l'Altare del Sacro Cuore di Gesù. Dal 1907, la Madonna del Rosario, a cui è intitolata la chiesa, fu elevata al rango di Compatrona della Città di Mottola. Nel 1986 vennero effettuati degli interventi di restauro sulla facciata. il 1º aprile 1990, fu benedetto dal Vescovo di Castellaneta Mons. Martino Scarafile il nuovo portone d'ingresso, rivestito di tre pannelli di bronzo raffiguranti: "l'Istituzione del SS. Sacramento", la "Natività" e la "Risurrezione". Nel 2007, è stato celebrato il centenario della proclamazione della Madonna del Rosario come Copatrona della Città di Mottola. In tale occasione intervennero S. Em. Card. Salvatore De Giorgi e S.E. Mons. Carlo Liberati, Delegato Pontificio del Santuario di Pompei.

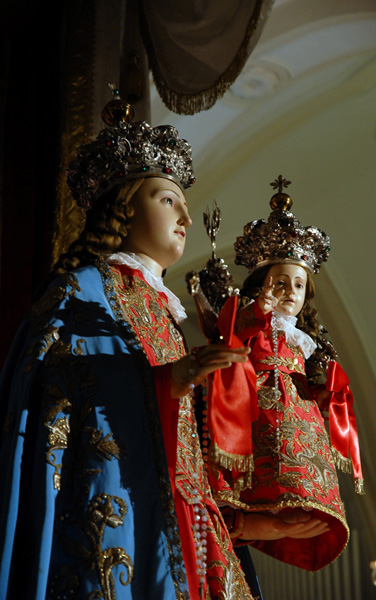
Simulacro ligneo Settecentesco della Vergine del Rosario, venerata nella Chiesa e Patrona secondaria di Mottola.

## Interno della cappella
L'interno è in stile barocco ed illuminato da otto finestre che si aprono nello stretto ordine superiore. Sei (con vetrate policrome) sono aperte, due sono murate, opposte, sormontate da una coppia di teste di cherubini alati. Due altari (il secondo di sinistra ed il secondo di destra) sono Settecenteschi di stile Rococò, gli altri due sono di stile Ottocentesco. L'Altare Maggiore è un manufatto originale in pietra locale, di stile Rococò, realizzato intorno al 1751. Nell'unica navata vi sono cinque Altari così dedicati:
- Addolorata con Gesù Morto (sulla sinistra): l'Addolorata risale al XVIII secolo ed è posta al di sopra della teca di Gesù Morto (risalente anch'esso al XVIII secolo). In alto presenta lo stemma del cuore trafitto, sormontato da una corona;
- San Pasquale Baylon (sulla sinistra): presenta gli stessi elementi decorativi dell'Altare di San Luigi Gonzaga. È presente l'antico quadro rappresentante il Santo restaurato nel 1998 da Domenico Affortunato (ordinato sacerdote nel 2008);
- San Luigi Gonzaga (sulla destra): fu eretto dal teologo Don Michele Marinosci, allora Rettore del Sodalizio, per "vieppiù accrescere il culto verso S. Luiggi Consaga suo Specialis(si)mo Protettore". L'Altare è sormontato dallo stemma gentilizio della famiglia Marinosci. È presente anche una tela raffigurante il Santo;
- Sacro Cuore di Gesù e di Maria (sulla destra): fu voluto da Don Nicola Semeraro, Rettore del Sodalizio, che chiese ed ottenne nel 1884 l'autorizzazione per la relativa costruzione a proprie spese al Priore ed ai Confratelli del Rosario.

La Confraternita del Rosario possiede sette Misteri della Passione di Gesù, dei quali cinque sono di Locarno mentre il Gesù Risorto è opera del Maccagnani.

## Galleria d'immagini
+++ In fase di elaborazione +++

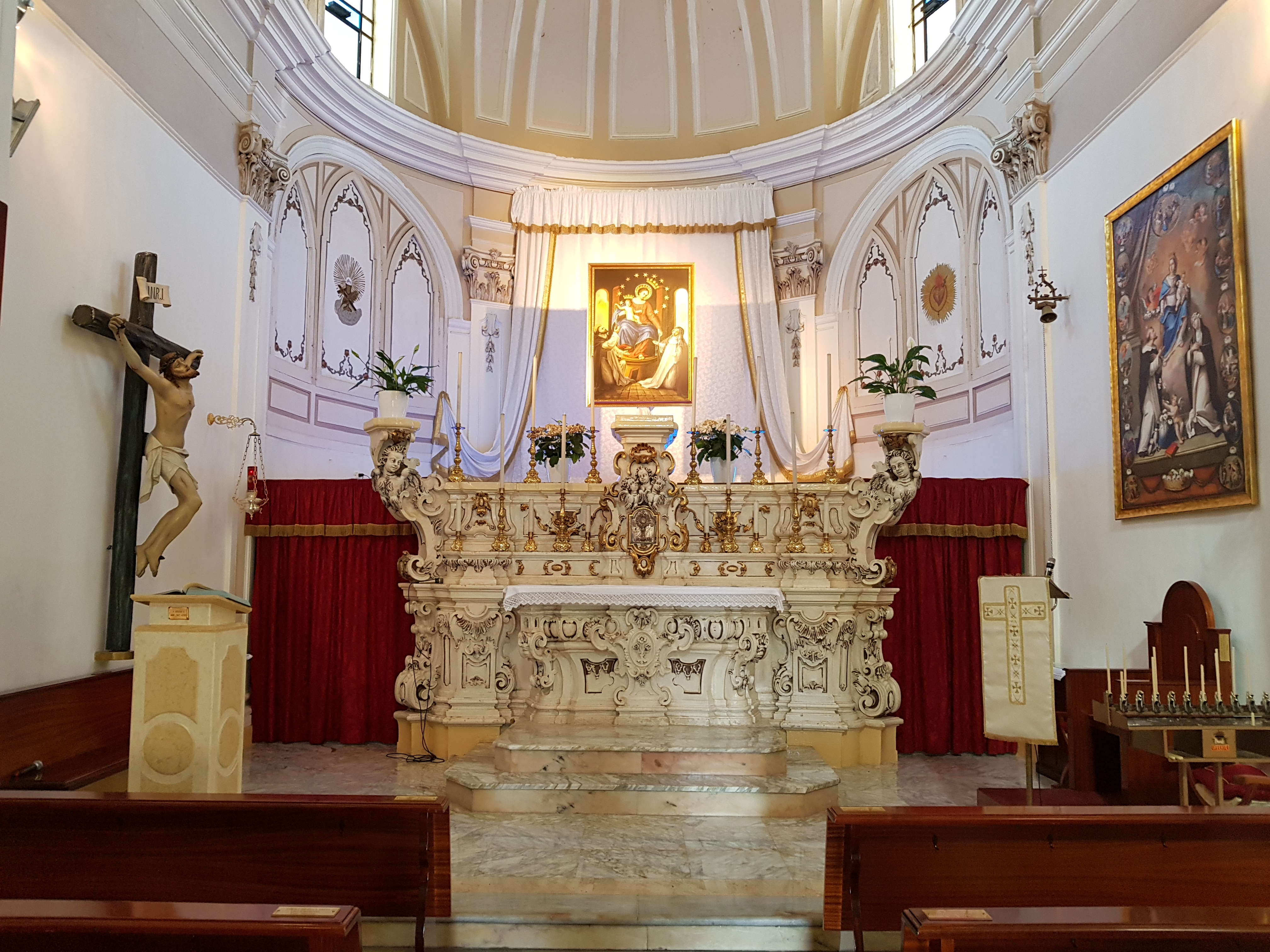
Il Presbiterio.
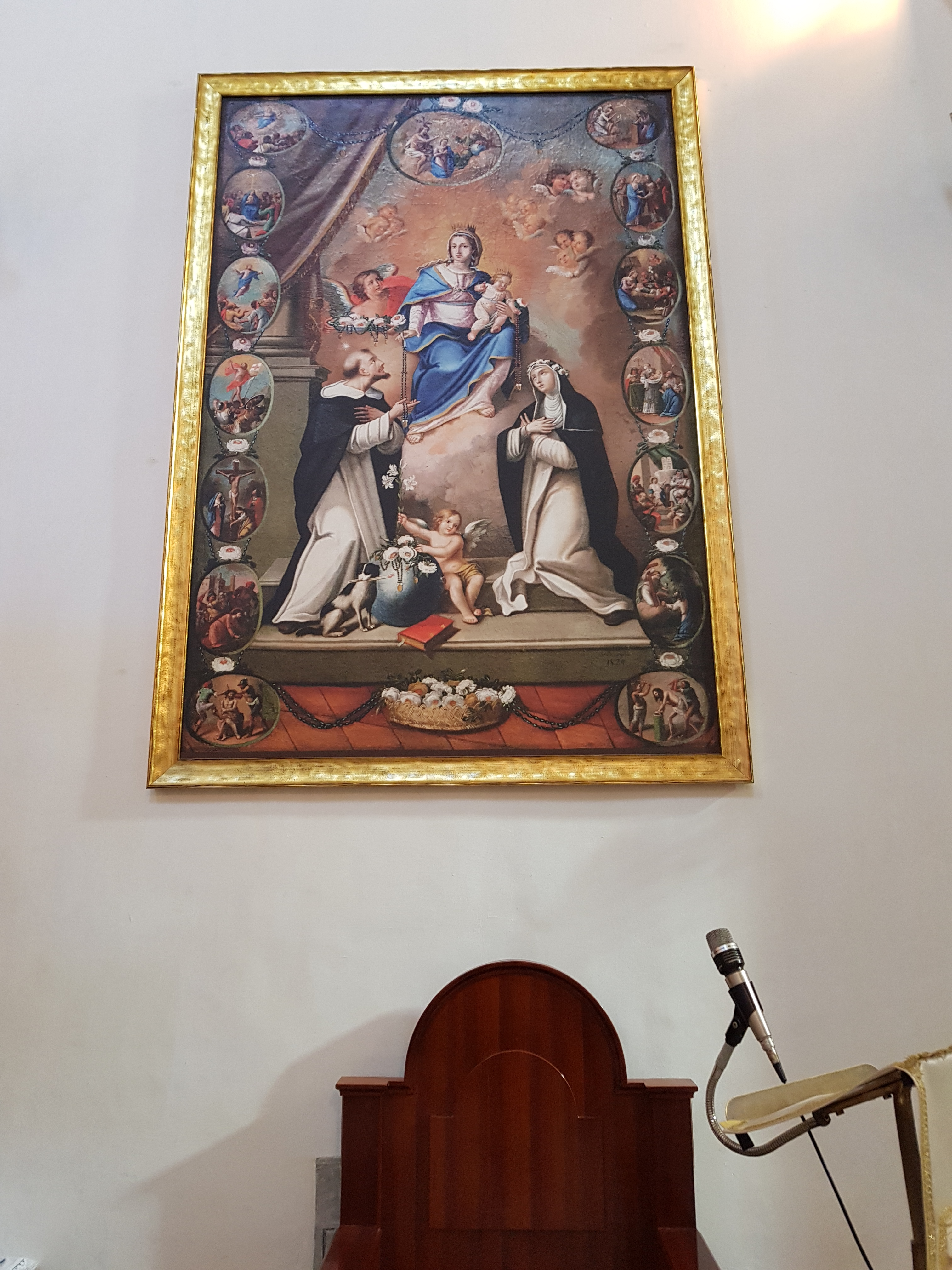
Replica del quadro di Samuele Tatulli
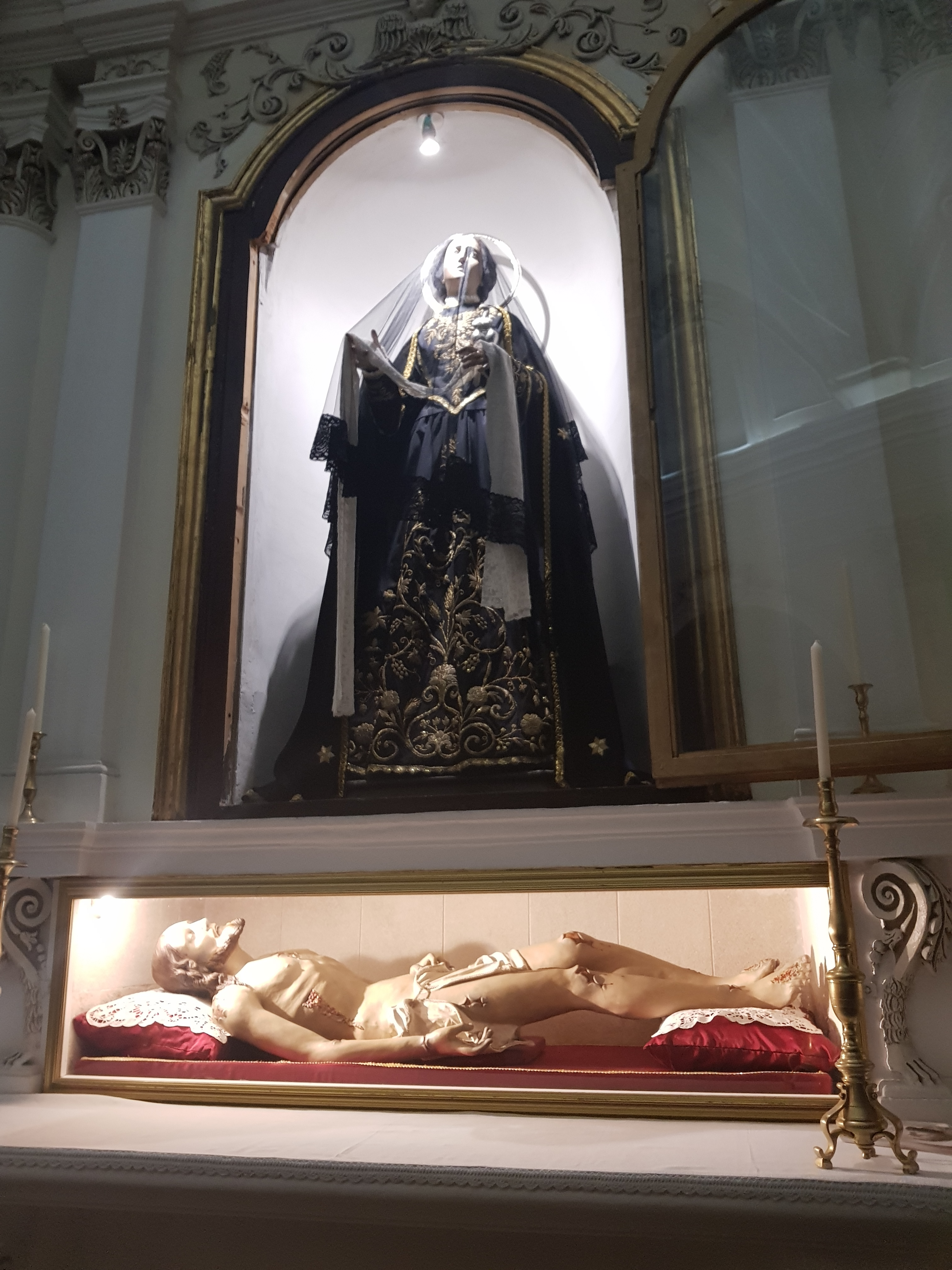
L'Addolorata e Gesù Morto